# Eiji Okada
Eiji Okada (jap. 岡田英次 Okada Eiji; ur. 13 czerwca 1920 w Chōshi, zm. 14 września 1995) – japoński aktor. W czasie II wojny światowej służył w japońskiej armii, zanim został aktorem, pracował jako górnik i komiwojażer.
Międzynarodowej publiczności był najbardziej znany z roli Lui w filmie Hiroszima, moja miłość (1959) Alaina Resnais’go, oraz entomologa Nikiego Junpei w ekranizacji powieści Kōbō Abego Kobieta z wydm Hiroshiego Teshigahary (1964).
Okada był żonaty z Aiko Wasa, z którą prowadził teatr. Zmarł w wieku 75 lat na niewydolność serca 14 września 1995 roku.

## Wybrana filmografia
- Mother (Okaasan) (1952)
- Christ in Bronze (Seido no Kirisuto) (1955)
- Hiroszima, moja miłość (1959)
- Spokojny Amerykanin (1963)
- Kobieta z wydm (1964)
- The X from Outer Space (Uchū Daikaijū Girara) (1967)
- Lady Snowblood (Shurayuki-hime) (1973)
- Lone Wolf and Cub: Baby Cart in the Land of Demons (Kozure Ōkami: Meifumando) (1973)
- Yakuza (1974)
- Antarctica (Nankyoku Monogatari) (1983)